# 金石城 (日本)
金石城（日语：／ kaneishi-jō *）是一座位於日本長崎縣對馬市嚴原町的城。別名為金石屋形、嚴原城。該城的城跡被指定為國之史跡，庭園被指定為國之名勝。

## 歷史
亨祿元年（1528年），由宗將盛在此建「金石屋形」。

## 外部連結
- 金石城跡 - 長崎縣廳
- 舊金石城庭園 - 長崎縣廳
- 金石城跡 - ながさき旅ネット
- 金石城跡 - 對馬觀光物產協會